# فشگلدره
فشگلدره نامی است که از قدیم‌الایام بر روی منطقه‌ای در جنوب غربی طالقان گذاشته شده‌است. این منطقه در البرز واقع شده و در همسایگی طالقان قرار دارد. فشگلدره در گذشته از اهمیت بسیار بیشتری برخوردار بوده‌است. علی‌رغم اهمیت تاریخی این منطقه، نام فشگلدره در آخرین تقسیمات کشور جایی ندارد. نیمی از آبادی‌های فشگلدره در دهستان کوهپایه شرقی و نیمی دیگر در دهستان کوهپایه غربی جای گرفته‌اند.

## نام
عطاملک جوینی در کتاب تاریخ جهانگشا که متعلق به سال ۶۸۵ هـ ق می‌باشد، وقتی از هجوم لشکر مغول به قلاع الموت سخن می‌گوید از این موضع به بیسِکِلهْ دِزْ  یاد کرده‌است. گاهی نیز از واژه فِسْکِزْ و بِسْکِر و بِیسْکِه دِزْ استفاده نموده‌است. عبدالوهاب قزوینی محشی کتاب تاریخ جهانگشای جوینی با مطابقت نسخ مختلف احتمال قوی داده‌است که مقصود همان فشگلدره کنونی است. وی چنین می‌نویسد:

«بظنّ غالب بل بنحو قطع و یقین … هر سه [فسکر، بسکر و بسیکه دز] یکی است و هر سه صور مختلفه نام یک محل می‌باشد … و همه همان فشگل درّه معروف طالقان می‌باشد و این صور مختلفه متنوّعه همه اسامی مسمّای واحدی است بدون هیچ شبهه … و فشگل درّه که در نزهةالقلوب حمدالله مستوفی نز عیناً به همین املاء مسطور و اکنون (زمان ثبت حواشی توسط قزوینی) نیز به همین اسم باقی است. (ولی گاهی در نوشتجات رسمی آنرا فشگل دره، با فاء به جای باء فارسی نیز نویسند)، ناحیه معروفی است از توابع قزوین واقع در جنوب غربی طالقان و مشرق قزوین، و با بلوک کوهپایه معا یکی از تقسیمات حکومتی قزوین محسوب است».

نام فشگلدره  در جامع‌التواریخ با واژه فیشکله و در مختصرالدول با واژه بیشگام آمده‌است.

## تاریخ
حمدالله مستوفی، مورخ مشهور وقتی که از نواحی‌ای که در قرن دوم هجری قمری جزو قزوین گشته‌است بحث می‌کند از فشگلدره هم نام برده و چنین می‌نویسد:

«چون موسی‌بن بوقاباروی قزوین بساخت مردم را از اطراف بیاورد و در محلات آنجا ساکن کرد و آن شهر معظم شد. این نواحی باز داخل قزوین گردانیده و ناحیت زهراء، قهپایه و مرضی از ری و خرقانین و خرود سفلی از همدان و طالقان و ناحیت سفح و قصرالبراذین و فشگلدره از دیلمان مفروض کرد و داخل قزوین گردانید».

عطاملک جوینی، وقتی که قلاع الموت تحت سیطره رکن‌الدین خورشاه بود و هولاکوخان مغول جهت فتح قلاع الموت حرکت کرد، می‌نویسد:

«هولاکوخان به بیسکله دز [یا فشگلدره] نزول فرمود و پادشاه در دهم شوال سنه اربع و خمسین و ستمائه از بیسکله‌دز روان شد و نیز تا مدتی که هولاکوخان مغول در بیسگله‌دز اقامت داشت رکن‌الدّین حاکم قلاع الموت برادرش شیرانشاه را جهت تسلیم و بندگی به سوی هولاکوخان فرستاد و شیرانشاه در هفتم شوال در فسْکر [یا فشگلدره] به بندگی پادشاه رسید.»

رشیدالدین فضل‌الله در تاریخ خود به بیان مفصلی از زندگانی محمودخان پرداخته‌است. نام قبلی وی غازان بود. وی هفتمین پادشاه از سلسله ایلخانیان و پسر ارغون‌خان بود و چون بایدوخان درگذشت، او در ۱۰ ذیحجه ۶۶۴ هـ ق در تبریز به سلطنت رسید. غازان خان اسلام اختیار می‌کند و به همین دلیل هم نام خود را تغییر می‌دهد، پادشاه از ساری به سوی ری حرکت می‌کند و در راه شدیداً مریض شده به طوری که وقتی از ری به سوی تبریز روان می‌شود، او را طاقت ادامه راه نمی‌ماند. در راه به موضعی می‌رسند و در آنجا مقام کرده، استراحت می‌کنند. رشیدالدین فضل‌الله از آنجا به پیشکله که همان فشگلدره کنونی باشد، نام می‌برد. پادشاه پس از مدتی اقامت در فشگلدره، از دنیا رفته و جنازه او را به سمت تبریز حمل می‌نمایند و در همان‌جا بخاک می‌سپارند.

موضعی در جنوب غربی شهر زیاران به مغول معروف است که با این جریانات بیگانه نیست. 

## موقعیت و حدود جغرافیایی

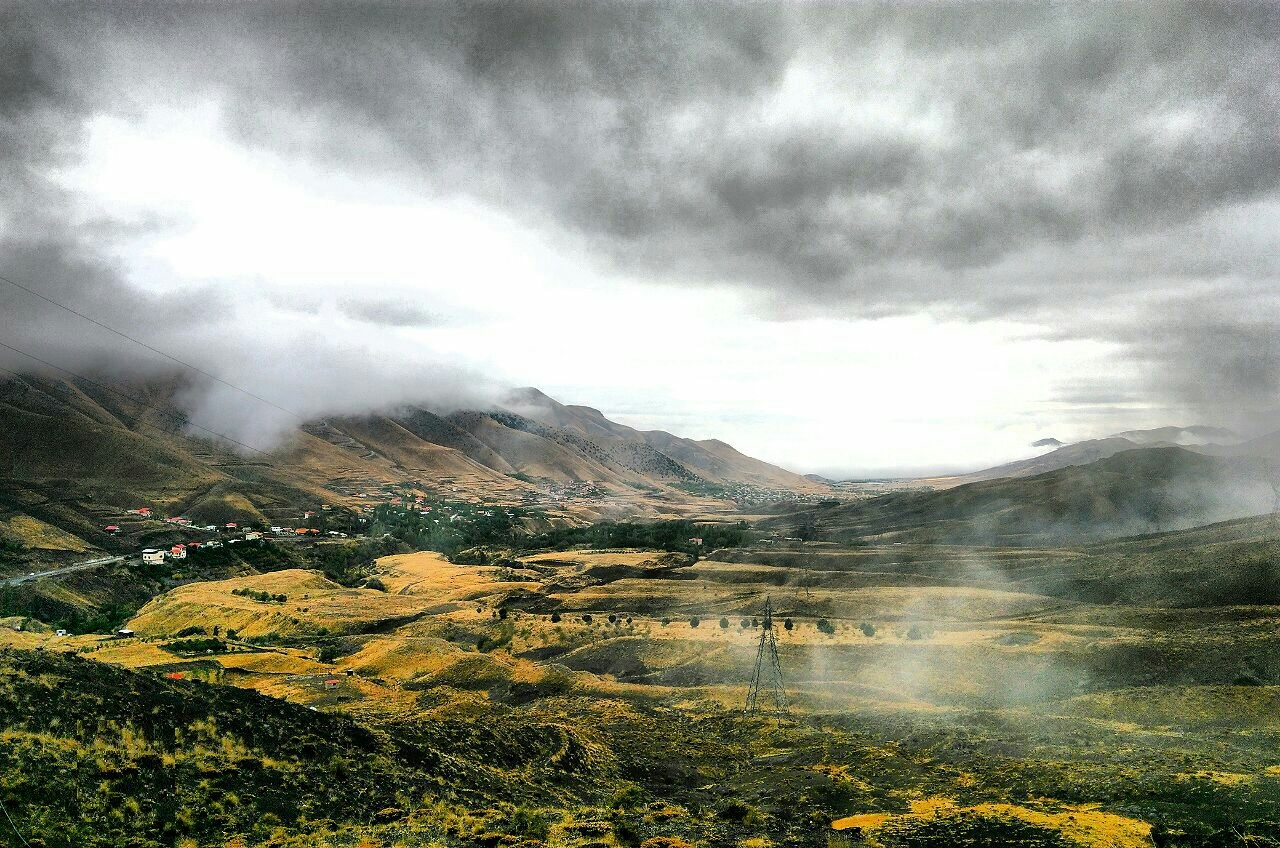
نمایی از فشگلدره

دهستان فشگلدره دارای موقعیتی کوهستانی است. همانگونه که از نام آن نیز پیدا است، دره‌ای است که کوه‌های مختلفی از چند جهت آن را احاطه کرده‌اند و از نظر موقعیت جغرافیایی در شرق استان قزوین و جنوب غرب طالقان واقع گردیده‌است. از شمال به دهات آنگه، خوران، امیرنان، خورانک و تکیه نساء از طالقان محدود می‌گردد که کوه آنگه و گردنه کلانک آن را از طالقان جدا می‌سازند. از شرق به دهات هیو و مسلول از دهستان ساوجبلاغ، از جنوب به جاده شوسه تهران-قزوین و از غرب به‌آبادی یانس‌آباد از دهستان کوهپایه شرقی و دهات نوده و غریب مزرعه از دهستان کوهپایه محدود می‌گردد؛ اما مؤلف کتاب باب‌الجنه قزوین وقتی که حدود دهستان کوهپایه را که در غرب دهستان فشگلدره واقع است بیان می‌کند، حدّ شرقی آن را روستای جزمه و طیخور از دهستان فشگلدره معرفی می‌نماید.

حمدالله مستوفی ناحیه فشگلدره را در قرن هشتم هـ ق چنین توصیف می‌کند:

«ولایت فشگل درّه-ولایتیست در شرقی قزوین و جنوبی طالقان، چهل پاره دیه باشد. هوایش معتدل است و آبش از کوه‌ها برمی‌خیزد. حاصلش غله و میوه و جوز بود و مردمش بطبع و مذهب اهل طالقان نزدیک باشند. حقوق دیوانیش سه هزار دینار است و آن ولایت وقف جامع قزوین بود. اکنون بتصرف مغول است.»

## رودخانه شاهرود
رودخانه شاهرود از نهرهای هشت‌گانه‌ای که از چشمه‌های قلل کوههای "عقیق" و "صاد" و "هزارچم" و "کاهار" تشکیل شده و موسومند به بادسر، عالی‌زن، ناریان، بایزن، نویز، کهرکبود، مامشگه‌در و البرز به نام طالقان‌رود جاری شده و در شیرکوه رودخانه الموت سپس اندج‌رود بدو پیوسته به نام شاهرود به جانب باختر جریان یافته رودخانه‌های رودبار و قاقزان نیز بدو ضمیمه شده، در حوالی منجیل با آب زرینه‌رود (قزل اوزن) متحد شده به نام سفیدرود به دریای خزر می‌ریزد.

کوههای "نواکوه" و "سیالان" و پراکندگیهای آنها بین این رودخانه عظیم و فشگلدره واقع شده‌اند که مانع بهره‌مندی فشگلدره از این نعمت عظیم بود. فکر برگرداندن آب شاهرود به سمت فشگلدره و مشروب ساختن دشت وسیع قزوین از آن همیشه در ذهن دولتمردان بوده که امروز بدان جامه عمل پوشانده‌اند.

## معادن
حدود سال ۱۲۸۰ به بعد معادن زغال سنگ در منطقه یافت شد و شروع به کار نمودند. معادن فشگلدره که در گذشته به‌صورت سنتی مورد بهره‌برداری قرار می‌گرفت توانست بخش عظیمی از جمعیت آبادی‌های منطقه را به خود جلب نماید. رفته رفته معادن رونق پیدا کرد و مردم شغلهای دیگر را رها کرده و به کار در آنجا مشغول شدند. هرچند کارگردان این معادن در مقابل کار طاقت‌فرسای آن مزد مناسبی دریافت نمی‌کردند ولی به‌علت عدم وجود شغلهای مناسب ناچارا تن به این کار پرمشقت و خطرناک داده بودند. به دلیل سنتی اداره شدن آنها و رعایت نکردن مسائل ایمنی، ریزش معادن هرساله افرادی چند را زخمی و یا به کام مرگ می‌کشاند.

در منطقه فشگلدره معادنی وجود دارد که این کانها از سوی کارشناسان شناسایی شده‌اند اما مورد بهره‌برداری قرار نگرفته‌اند. از جمله آنهاست: سنگ سرمه - گوگرد - کات کبود - کان آهن - کان مس.

## سکونتگاه
صمغ آباد، طیخور، توداران، آقچری، خوزنان، جزمه، آتانک، قاضی کلایه، ابراهیم‌آباد، کهوان، دارالسرور، میان‌کوه، کذلک، تازه‌آباد، غریب مزرعه، بهجت‌آباد، فالیزان، حاجی‌آباد، خزین‌آباد، کیاده، نوده، اصغرآباد، کهوانک، وندر، یانس‌آباد و انجیلاق از آبادی‌های فشگلدره هستند. این تقسیمات مربوط به گذشته کهن بوده و اکنون دهستان فشگلدره تبدیل به دهستان‌های کوهپایه شرقی و کوهپایه غربی شده است.

## زبان
زبان غالب در منطقه فشگلدره تاتی است، به طوری‌که به غیر از مردم روستای میان‌کوه که کردزباناند، مابقی روستاها به زبان تاتی تکلم می‌کنند.

## آب و هوا
دهستان از نظر آب و هوا جزو مناطق کوهپایه‌ای به حساب می‌آید که دارای آب و هوایی سرد تا معتدل است.